# Stortjärnen (Anundsjö socken, Ångermanland, 707590-160870)
Stortjärnen är en sjö i Örnsköldsviks kommun i Ångermanland och ingår i Gideälvens huvudavrinningsområde.